# لونغاريس
بلدية لونغاريس (بالإسبانية: Longares) هي بلدية تقع في مقاطعة سرقسطة التابعة لمنطقة أراغون شمال شرق إسبانيا.

## الديموغرافيا
بلغ عدد سكان بلدية لونغاريس 907 نسمة عام 2011 (وفقاً للمعهد الوطني الإسباني للإحصاء).
| 870 | 884 | 981 | 914 | 873 | 896 | 907 |